# Pseudopoda platembola
Pseudopoda platembola är en spindelart som beskrevs av Jäger 200. Pseudopoda platembola ingår i släktet Pseudopoda och familjen jättekrabbspindlar.
Artens utbredningsområde är Myanmar. Inga underarter finns listade i Catalogue of Life.